# Europacupen i ishockey 1981/1982
Europacupen i ishockey 1981/1982 inleddes den 7 oktober 1981, och avslutades den 29 augusti 1982.
Turneringen vanns av sovjetiska CSKA Moskva, som vann slutspelsserien.

## Första omgången
| Lag 1              | Resultat | Lag 2                 |
| ------------------ | -------- | --------------------- |
| Stjernen           | 8-1, 8-2 | Aalborg IK            |
| Zaglebie Sosnowiec | 7-3, 8-2 | HC Steaua Bucureşti   |
| Flyers Heerenveen  | 4-0, 4-2 | Székesfehérvári Volán |
| EC Villacher SV    | 4-5, 2-2 | HC Gherdëina          |
| HK Jesenice        | 3-7, 2-6 | EHC Biel              |
| CSG Grenoble       | 6-2, 3-1 | Casco Viejo Bilbao    |

 SG Dynamo Weißwasser,    
 SC Riessersee  : vidare direkt

## Andra omgången
| Lag 1              | Resultat  | Lag 2                |
| ------------------ | --------- | -------------------- |
| Zaglebie Sosnowiec | 5-2, 5-7  | Flyers Heerenveen    |
| Stjernen           | 2-3, 3-6  | SG Dynamo Weißwasser |
| HC Gherdëina       | WO        | EHC Biel             |
| CSG Grenoble       | 1-8, 4-11 | SC Riessersee        |

 Kärpät,   
 Färjestads BK,  
 TJ Vitkovice,  
 CSKA Moskva  : vidare direkt

## Tredje omgången
| Lag 1                | Resultat  | Lag 2              |
| -------------------- | --------- | ------------------ |
| HC Gherdëina         | 0-7, 6-11 | TJ Vitkovice       |
| SC Riessersee        | 7-4, 3-1  | Färjestads BK      |
| SG Dynamo Weißwasser | 3-12, 0-7 | CSKA Moskva        |
| Kärpät               | WO        | Zaglebie Sosnowiec |

## Slutspelsserien
Düsseldorf, Nordrhein-Westfalen, Västtyskland
| Lag 1         | Resultat | Lag 2        |
| ------------- | -------- | ------------ |
| SC Riessersee | 0-3      | TJ Vitkovice |
| CSKA Moskva   | 13-2     | Kärpät       |
| SC Riessersee | 1-14     | CSKA Moskva  |
| TJ Vitkovice  | 3-1      | Kärpät       |
| SC Riessersee | 6-4      | Kärpät       |
| CSKA Moskva   | 4-3      | TJ Vitkovice |

### Slutspelsserien, slutställning
| Placering | Lag           | Poäng |
| 1         | CSKA Moskva   | 6     |
| 2         | TJ Vitkovice  | 4     |
| 3         | SC Riessersee | 2     |
| 4         | Kärpät        | 0     |